# 十三洞
十三洞，又叫“千佛洞”，坐落在湖南省长沙市宁乡市西部的石龙村的石龙山，属于石灰岩溶洞。

## 地理
十三洞的主洞宛如大厅，洞内有十三个小洞。最大的长8米，宽4米，高0.7米。十三洞洞内石柱、石笋、钟乳石鳞次栉比，仿佛星辰罗列，千姿百态。十三洞内有一条暗河，最浅深度达到5米，最深深度达到上百米。河内盛产黄色无鱼鳞的鳍射鱼。

## 文化
十三洞和密印寺相距不远，故而宁乡市政府将其打造成了旅游景点。